# Пліній (кратер)

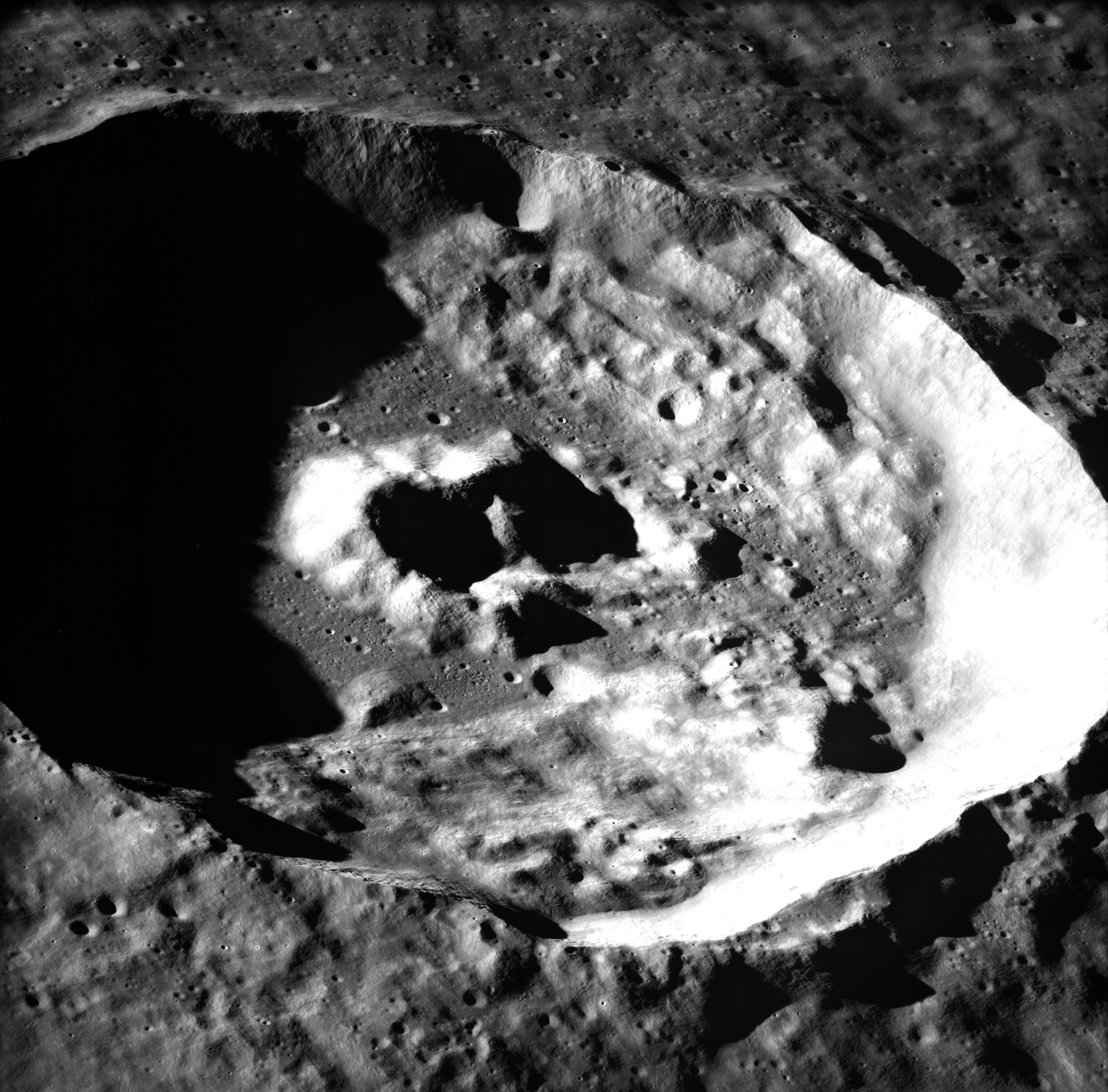
Фотографія кратера з борту «Аполлон-17».

Пліній (лат. Plinius) — великий місячний ударний кратер, розташований на кордоні між морем Ясності і морем Спокою. Назву присвоєно на честь Гая Плінія Секунда (Плінія Старшого, (лат. Gaius Plinius Secundus)) — давньоримського письменника-ерудита, автора «Природної історії», та затверджено Міжнародним астрономічним союзом (МАС) у 1935 р. Кратер порівняно молодий, утворення його відноситься до ератосфенівського періоду.

## Опис кратера
На південному заході від кратера знаходиться кратер Росс, на заході — Гемські гори і кратер Аль-Бакрі, на північному заході мис Архерузія, на північному сході — кратер Дауес. На півночі від кратера знаходиться «система борозен», названа по імені кратера, і невеликий кратер Бракетт. Селенографічні координати центру кратера 15°22′ пн. ш. 23°37′ сх. д. / 15.36° пн. ш. 23.61° сх. д., діаметр 41,31 км, глибина 3,07 км.
Кратер має масивні зовнішні укоси, гострий вал, терасовидні внутрішні схили валу, дещо овальну форму. У західній частині один із піків валу досягає вивищення 1800 м над навколишньою місцевістю, середнє піднесення вала над навколишньою місцевістю становить 1060 м, над дном чаші кратера 3240 м. Зовнішня частина вала порізана численними глибокими долинами. Особливо помітна пологих у південній частині вала, що має трикутну форму з основою 16—19 км. Дно чаші кратера помітно світліше навколишньої місцевості, горбкувате, з більш рівною східною частиною і центральним піком складної форми висотою близько 900 м. Система променів біля кратера відсутня. Обсяг кратера становить 1412 км3.
Кратер Пліній знаходиться в області більш темних і менш старих порід порівняно з поверхнею моря Ясності, що складаються з ільменіту (тітаністого залізняку) і належить до кратерів, у яких зареєстровано температурні аномалії під час затемнень. Пояснюється це тим, що подібні кратери мають невеликий вік, і оскільки скелі не встигли покритися реголітом, вони діють як термоізолятор. Реголіт в околицях кратера має великий вміст гелію-3 і є перспективним районом для його промислового освоєння в майбутньому.
Ще одна особливість кратера — цікава гра світла і тіні в північній частині внутрішнього схилу валу (на нижній фотографії — у правій частині), що нагадує багатьом зображення давньоєгипетського бога Хору.

## Швидкоплинні місячні явища
У кратері спостерігалися швидкоплинні місячні явища у вигляді світіння в тіні. На наведеному графіку представлено перетин кратера в різних напрямках, масштаб по осі ординат вказано у футах, масштаб у метрах вказаний у верхній правій частині ілюстрації.

## Супутникові кратери
Ці кратери заведено позначати на картах літерою, розміщеною біля їх центру з того боку, що найближчий до кратера «Пліній».
| Пліній | Широта        | Довгота       | Діаметр |
| ------ | ------------- | ------------- | ------- |
| A      | 12,99° пн. ш. | 24,17° сх. д. | 3,45 км |
| B      | 14,09° пн. ш. | 26,27° сх. д. | 6,55 км |